# Юніон-Спрінгс (Нью-Йорк)
Юніон-Спрінгс (англ. Union Springs) — селище (англ. village) в США, в окрузі Каюга штату Нью-Йорк. Населення — 1075 осіб (2020).

## Географія
Юніон-Спрінгс розташований за координатами 42°50′48″ пн. ш. 76°41′18″ зх. д. / 42.84667° пн. ш. 76.68833° зх. д. (42.846598, -76.688246).  За даними Бюро перепису населення США в 2010 році селище мало площу 4,54 км², з яких 4,50 км² — суходіл та 0,04 км² — водойми.

## Демографія
Згідно з переписом 2010 року, у селищі мешкало 1197 осіб у 472 домогосподарствах у складі 321 родини. Густота населення становила 264 особи/км².  Було 534 помешкання (118/км²).
Расовий склад населення:
| - 94,3 % — білих - 1,5 % — чорних або афроамериканців - 1,2 % — азіатів - 0,2 % — вихідців з тихоокеанських островів - 0,1 % — корінних американців - 1,3 % — осіб інших рас |

До двох чи більше рас належало 1,5 %. Частка іспаномовних становила 3,1 % від усіх жителів.
За віковим діапазоном населення розподілялося таким чином: 24,9 % — особи молодші 18 років, 56,8 % — особи у віці 18—64 років, 18,3 % — особи у віці 65 років та старші. Медіана віку мешканця становила 41,7 року. На 100 осіб жіночої статі у селищі припадало 97,5 чоловіків;  на 100 жінок у віці від 18 років та старших — 95,0 чоловіків також старших 18 років.
Середній дохід на одне домашнє господарство  становив 63 780 доларів США (медіана — 60 000), а середній дохід на одну сім'ю — 77 983 долари (медіана — 76 731). За межею бідності перебувало 15,0 % осіб, у тому числі 20,3 % дітей у віці до 18 років та 14,0 % осіб у віці 65 років та старших.
Цивільне працевлаштоване населення становило 665 осіб. Основні галузі зайнятості: освіта, охорона здоров'я та соціальна допомога — 30,7 %, мистецтво, розваги та відпочинок — 18,3 %, виробництво — 11,9 %, роздрібна торгівля — 9,3 %.